# Костики (Вілейський район, Костеневицька сільська рада)
Костики (біл. вёска Костыкі) — село в складі Вілейського району Мінської області, Білорусь. Село підпорядковане Костеневицькій сільській раді, розташоване в північній частині області.

## Історія
З 1793 після другого розділу Речі Посполитої Костики, як і вся Вілейщина, входила до складу Російської імперії, був утворений Вілейський повіт у складі спочатку Мінської губернії, а з 1843 - Віленської губернії.
У 1921–1945 роках село знаходилось у Польщі, у Вільнюськім воєводстві, Вілейського повіту, у гміні Костеневичі.

## Населення
- 1866 рік — 165 людини, 21 будинків[1]
- 1921 рік — 277 людини, 52 будинків[2].
- 1931 рік — 361 людини, 69 будинків[3].